# 4 per A, A per tutti
4 Per Ⓐ//ⒶⒶ per tutti è una compilation prodotta nel 1984 da A/Rivista Anarchica, con lo scopo di supportare economicamente la stessa rivista.

## Tracce
1. Raw Power - Fuck authority
2. Raw Power - Burning the factory
3. Pedago Party - Lo spazio che ci resta
4. Pedago Party - Morire a Beirut
5. Rivolta dell'odio - La danza del sangue
6. Rappresaglia - U.S.A.
7. Rappresaglia - Rappresaglia